# Фёрстер, Иоганн Теодор Август
Иоганн Теодор Август Фёрстер (нем. Johann Theodor August Förster; 1822—1865) — немецкий анатом, патолог и педагог.

## Биография
Август Фёрстер родился 8 июля 1822 года в городе Веймаре; по окончании школы изучал медицину в Университете Йены.
С 1849 года А. Фёрстер читал лекции в Университете Галле качестве приват-доцента, в 1852 году был приглашён экстраординарным профессором патологической анатомии в Гёттингенский университет, а в 1856 году перешёл профессором в Университет Вюрцбурга, где стал преемником Рудольфа Вирхова.
Работы Фёрстера касаются преимущественно патологической анатомии и пороков развития, встречающихся у человека. Среди многочисленных трудов учёного наиболее известны следующие: «Atlas der mikroskopischen pathologischen Anatomie» (Лейпциг, 1854—59); «Grundriss der Encyclopädie und Methodologie der Medicin» (Лейпциг, 1857) и «Missbüdungen des Menschen, dargestellt» (Лейпциг, 1871).
Большой популярностью в своё время пользовался составленный учебник Фёрстером учебник, который неоднократно переиздавался и после смерти автора «Lehrbuch der pathologischen Anatomie».
Иоганн Теодор Август Фёрстер умер 15 марта 1865 года в городе Вюрцбурге.